# Viscum calcaratum
Viscum calcaratum är en sandelträdsväxtart som beskrevs av Paul Lecomte och Simone Balle. Viscum calcaratum ingår i släktet mistlar, och familjen sandelträdsväxter. Inga underarter finns listade i Catalogue of Life.